# Pancra
Pancra là một chi bướm đêm thuộc họ Erebidae.